# René Le Senne
René Le Senne (nascido Ernest René Lesenne; Elbeuf, 8 de julho de 1882 – Neuilly-sur-Seine, 1 de outubro de 1954) foi um filósofo idealista e psicólogo francês.